# フランチェスカ・ミキエリン
フランチェスカ・ミキエリン（英、Francesca Michielin イタリア語の発音：  [franˈtʃeska mikjeˈlin] ; 1995年2月25日-）は、イタリアヴェネト州ヴィチェンツァ県バッサーノ・デル・グラッパ出身のイタリアの歌手、シンガーソングライター。イタリア版Xファクターの第5シーズンの優勝者として知られる。

## 来歴
ヴィチェンツァ県バッサーノ・デル・グラッパに、母ヴァンナ・モロとティツィアーノ・ミキエリンの子に生まれる。兄弟に兄のフィリッポがいる。幼少期からピアノ、ベースを学び、 14歳の時に地元のゴスペル合唱団に入る。兄の影響でロックミュージックに興味を持ち、ボン・イヴェール、ジェフ・バックリー、ダミアン・ライスに影響を受ける、アデルのデビューアルバム『19』の影響で、ピアノでの作曲を行うようになる。

## 音楽キャリア

### X Factor優勝とデビューアルバム
2011年、16歳の時にイタリア版Xファクターの第5シリーズのオーディションを受け、 Led Zeppelinの「Whole Lotta Love」を歌い出演の機会を得る。その後、アデルの「Someone Like You」、ドアーズの「Roadhouse Blues」、スティービー・ワンダーの「Higher Ground」などを歌い勝ち進み、2011年12月29日、準決勝の最中に、歌手エリサとロベルト・カサリーノ作曲の「Distratto」を歌った。 2012年1月5日の決勝戦で、彼女は優勝し、ソニーミュージックとの契約と賞金30万ユーロを得た。
デビューシングル「Distratto」は 2012年1月6日にデジタルリリースされ、イタリアのシングルチャートで初登場1位を記録、プラチナ認定を受けた。その後2012年1月24日に EP『Distratto』リリース。 2012年2月17日、第62回サンレモ音楽祭に日目の夜にゲストとして登場し、歌声を披露した。
デビューアルバム『Riflessi di me』は2012年10月にリリースされた。アンドレアリ・ゴナットのプロデュースの元、エリサとVirginio Simonelliらと共同制作した。

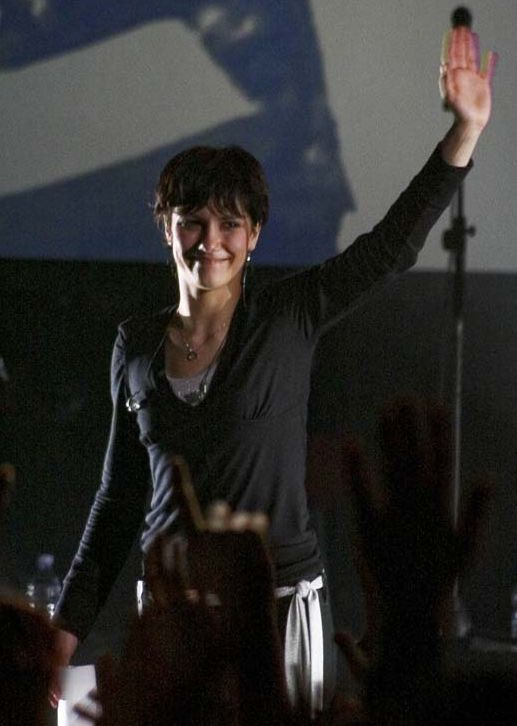
エリサは、「Distratto」を含め、アルバムの7曲を共同制作した

2013年3月、イタリアのラッパー Fedezと共作した「Cigno nero」をリリース。

### コラボレーション活動、アルバム『di20』
2014年1月19日と20日にボローニャ市立劇場で開催されたフランコ・バッティアートの音楽制作による演劇「La ragazza con l'orecchino di perla（真珠の耳飾りの少女）」に参加した。
同年の3月28日、シングル 「Amazing」をリリース、この曲はすべて英語で構成されており、「アメイジング・スパイダーマン2」のイタリア語版サウンドトラック用に使用された。
2014年、Fedezのアルバム『Pop-Hoolista』の「マグニフィコ」に参加、同曲はイタリアのシングルチャートの1位を獲得し、イタリアでトリプルプラチナとして認定された。
2014年4月、シングル「L'amore esiste」は、Fortunato ZampaglioneとMichele Canovaがプロデュースし、2番目のアルバム『di20』より先に2015年3月6日にリリースされた。この曲は商業的に成功し、イタリアのデジタルチャートのトップ10に入り、Lunezia Pop Awardを受賞した。
2015年10月、アルバム『di20』をリリース、3位にチャートインし、ゴールド認定を受けた。

### サンレモ音楽祭、ユーロビジョン・ソング・コンテスト
2016年2月に第66回サンレモ音楽祭に参加し、「Nessun grado di separazione」を演奏した。スタディオの「ウン・ジョルノ・ミ・ディライ」に次ぐ2位を獲得した。結果を受けてスタディオがユーロビジョン・ソング・コンテスト2016でイタリア代表に選ばれた。しかし、スタディオは2016年5月に以前に計画されたツアー参加のために辞退したため、ミキエリンがイタリア代表に選ばれることとなった。
2016年5月、第61回目の開催となったユーロビジョン・ソング・コンテスト2016の大会本番では「No Degree of Separation」（「Nessun grado di separazione」の英語バージョン）を歌うも、最終的に、26組のうちの16位となった。

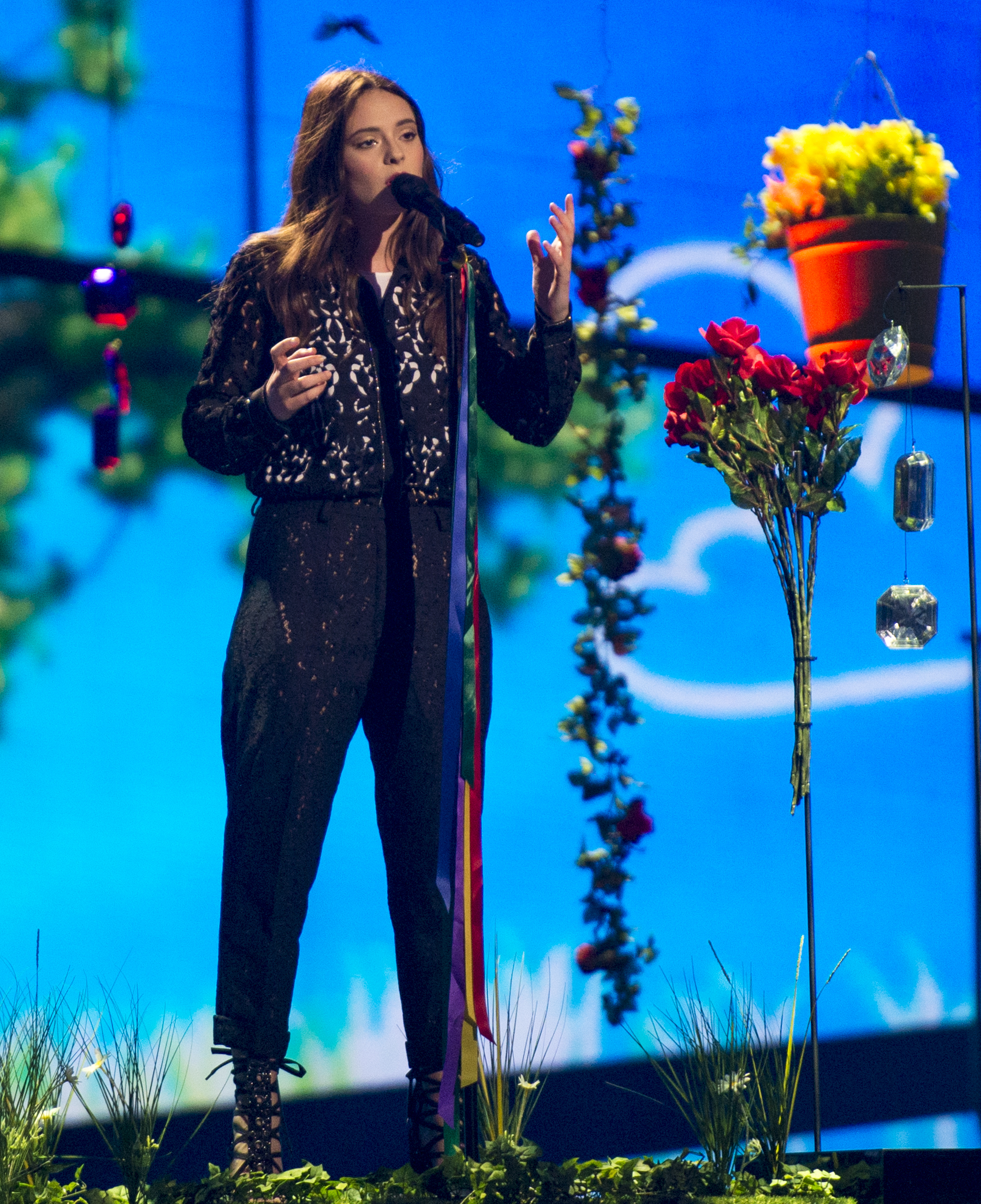
ユーロビジョン・ソング・コンテスト2016、「No Degree of Separation」のリハーサル中

### アルバム『2640』
2017年1月、Twitterで3枚目のアルバム制作を発表する、アルバムはロサンゼルスでプロデューサーのミケーレ・カノーヴァと録音した。2017年7月21日にリードシングル「Vulcano」、2017年11月17日にセカンドシングル「Io non abito al mare」、2018年3月20日に3番目のシングル「ボリビア」、2018年6月15日に4枚目のシングル「トロピカル」がリリースされた。
2018年5月、カール・ブレイブによるシングル「Fotografia」で、ラッパーのファブリ・フィブラと共演した。
2018年11月16日、ブルーノ・ベリシモがリミックスした新曲「Femme」をリリース。
2018年12月7日にアルバム『2640』がリリース、アルバムはアルバムチャートで2位を獲得し、ゴールド認定を受けた。

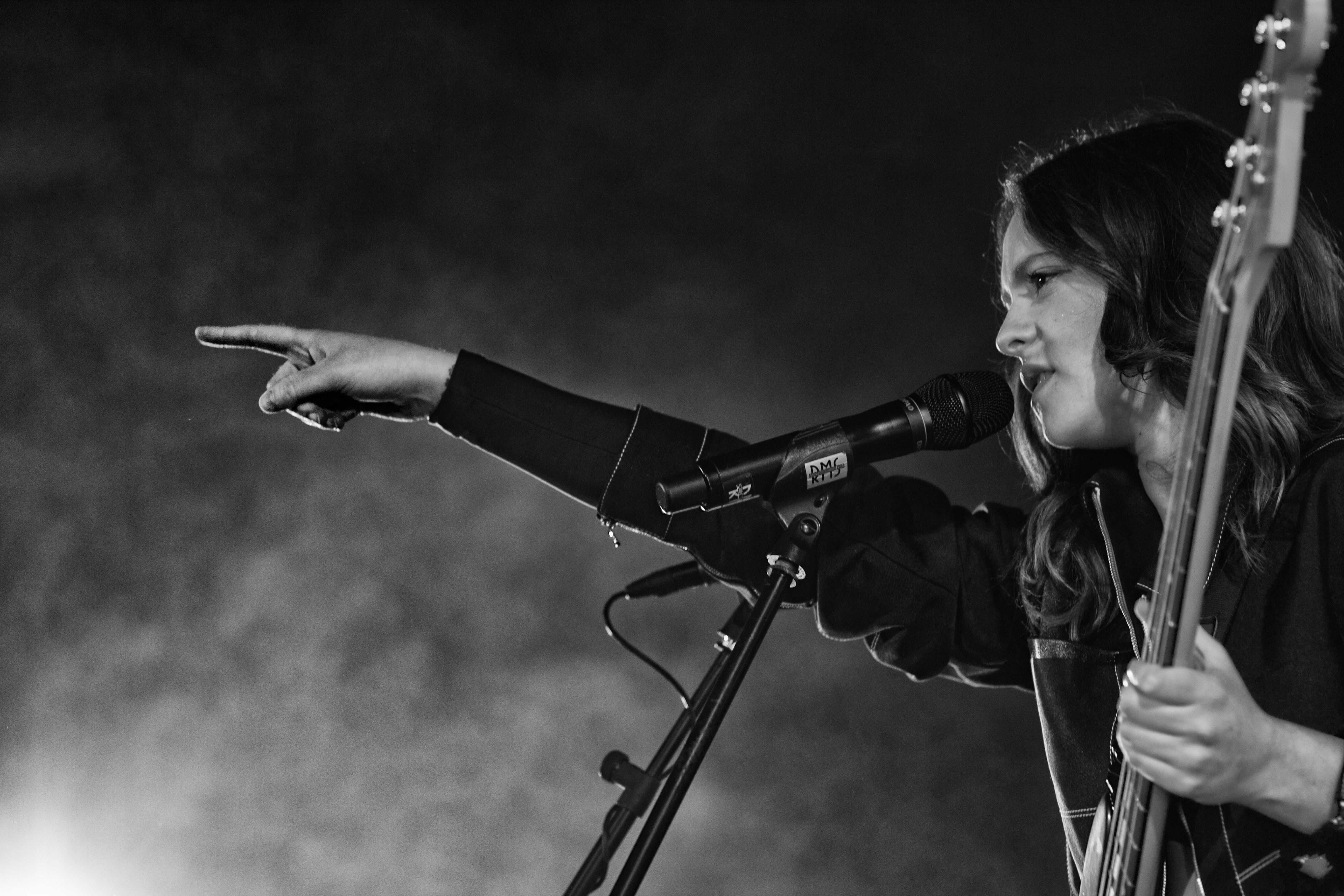
2018年のコンサートにて

2019年5月のカンヌ映画祭で初演されたアレッサンドラ・ゴンネラ監督のショートフィルム「A Cup of Coffee with Marylin」のオリジナルサウンドトラックを作曲した。

### アルバム『Feat（Stato di Natura）』
2020年2月6日、サンレモ音楽祭2020にて、ジャンニ・モランディ、 ウンベルト・トッツィ、 Enrico Ruggeri3人による「Si può dare di più」（1987年）の楽曲を をLevanteとMaria Antoinettaと共にカバーした2020年2月12日、4番目のアルバム『Feat（Stato di Natura）』が2020年3月12日にリリースされると発表、アルバムの11曲すべてがアーティストをフィーチャーしていることを明らかにした。また、アルバムに伴い、2020年2月20日、2月27日、3月5日にミラノで場所、テーマ、配置がそれぞれ異なる3つのコンサートの開催を発表した。
最初のコンサートはロケットナイトクラブで開催され、「ヴィンテージエレクトロ」をテーマに、イタリアのラッパーShivaをフィーチャーした曲「Gange」を披露、この曲は翌2月21日にリリースされた。
2番目のコンサートは「都市オーケストラ」をテーマに、イタリアのデュオComa_Coseをフィーチャーした曲「Riserva naturale」の初演とともに、セラーリオナイトクラブで開催される予定であった。しかし、2月24日、イタリア北部、特にロンバルディア州で猛威を振るい始めた新型コロナウイルス感染拡大の防止のため、本ライブイベントはキャンセルされた。
上記キャンセルもあり、3番目のコンサートは2020年3月5日にRaiPlayで放送され、ラッパーのファブリ・フィブラと共演した「Monolocale」が披露された。本曲は4月3日に、アルバムの3番目のシングルとしてリリースされた。
2020年3月13日、4番目のスタジオアルバム、『Feat（stato di natura）』をリリース、イタリアのアルバムチャートで7位を獲得した。

## 作品

### アルバム
| Riflessi di me                                               | - Released: 2 October 2012 - Label: RCA - Format: CD, digital download               | 4 | —  |              |
| di20                                                         | - Released: 23 October 2015 - Label: RCA - Format: CD, digital download              | 3 | 96 | - FIMI: Gold |
| 2640                                                         | - Released: 12 January 2018 - Label: Sony Music Italy - Format: CD, digital download | 2 | 64 | - FIMI: Gold |
| Feat (stato di natura)                                       | - Released: 13 March 2020 - Label: Sony Music Italy - Format: CD, digital download   | 7 | –  |              |
| "—" denotes an album that did not chart or was not released. |                                                                                      |   |    |              |

### Extended plays
| Title                                 | Details                                                                        | Peak chart positions |
| Title                                 | Details                                                                        | ITA                  |
| ------------------------------------- | ------------------------------------------------------------------------------ | -------------------- |
| Distratto                             | - Released: 24 January 2012 - Label: Sony Music - Format: Digital download, CD | 9                    |
| Nice to Meet You (Acoustic Live Solo) | - Released: 30 January 2016 - Label: Sony Music - Format: Digital download     | 52                   |

### シングル
| "Distratto"                                                  | 2012 | 1  | - FIMI: 2× Platinum | Riflessi di me                                                   |
| "Sola"                                                       | 2012 | 13 | - FIMI: Gold        | Riflessi di me                                                   |
| "Tutto quello che ho"                                        | 2012 | —  |                     | Riflessi di me                                                   |
| "Se cadrai"                                                  | 2013 | —  |                     | Riflessi di me                                                   |
| "Amazing"                                                    | 2014 | 54 |                     | The Amazing Spider-Man 2 -The Original Motion Picture Soundtrack |
| "L'amore esiste"                                             | 2015 | 10 | - FIMI: 2× Platinum | di20                                                             |
| "Battito di ciglia"                                          | 2015 | 64 | - FIMI: Gold        | di20                                                             |
| "Lontano"                                                    | 2015 | 99 |                     | di20                                                             |
| "Nessun grado di separazione"                                | 2016 | 1  | - FIMI: 2× Platinum | di20are                                                          |
| "Un cuore in due"                                            | 2016 | —  | - FIMI: Gold        | di20are                                                          |
| "Almeno tu"                                                  | 2016 | —  |                     | di20are                                                          |
| "Vulcano"                                                    | 2017 | 44 | - FIMI: Platinum    | 2640                                                             |
| "Io non abito al mare"                                       | 2017 | 15 | - FIMI: Platinum    | 2640                                                             |
| "Bolivia"                                                    | 2018 | —  |                     | 2640                                                             |
| "Tropicale"                                                  | 2018 | —  |                     | 2640                                                             |
| "Femme"                                                      | 2018 | —  |                     | 2640                                                             |
| "Cheyenne" (featuring Charlie Charles)                       | 2019 | 66 | - FIMI: Gold        | Feat (stato di natura)                                           |
| "Stato di natura" (featuring Måneskin)                       | 2020 | 99 |                     | Feat (stato di natura)                                           |
| "—" denotes a single that did not chart or was not released. |      |    |                     |                                                                  |

### 客演
| "Cigno nero" (Fedez featuring Francesca Michielin)                     | 2013 | 8 | - FIMI: 2× Platinum | Sig. Brainwash − L'arte di accontentare |
| "Magnifico" (Fedez featuring Francesca Michielin)                      | 2014 | 1 | - FIMI: 6× Platinum | Pop-Hoolista                            |
| "Fotografia"(Carl Brave featuring Francesca Michielin and Fabri Fibra) | 2018 | 6 | - FIMI: 3× Platinum | Notti brave                             |
| "Glorious"(James Morrison featuring Francesca Michielin)               | 2019 | — |                     | You're Stronger Than You Know           |
| "—" denotes a single that did not chart or was not released.           |      |   |                     |                                         |

### Promotional singles
| "Gange" (featuring Shiva)                                    | 2020 | 61 |  | Feat (stato di natura) |
| "Riserva naturale" (featuring Coma_Cose)                     | 2020 | —  |  | Feat (stato di natura) |
| "Monolocale" (featuring Fabri Fibra)                         | 2020 | —  |  | Feat (stato di natura) |
| "—" denotes a single that did not chart or was not released. |      |    |  |                        |

### その他のシングル
| Title              | Year | Peak chart positions | Album     |
| Title              | Year | ITA                  | Album     |
| ------------------ | ---- | -------------------- | --------- |
| "Whole Lotta Love" | 2012 | 53                   | Distratto |
| "Someone like You" | 2012 | 67                   | Distratto |